# NGC 2624
NGC 2624 è una galassia a spirale situata nella costellazione del Cancro, a una distanza di circa 211 milioni di anni luce dalla nostra Via Lattea.

## Scoperta
La galassia è stata scoperta il 30 ottobre 1864 dall'astronomo tedesco Albert Marth.

## Descrizione
Il database SIMBAD la classifica come galassia LINER, cioè una galassia il cui nucleo presenta uno spettro di emissione caratterizzato da larghe righe di atomi debolmente ionizzati.